# Petrovice II
Petrovice II település Csehországban, a Kutná Hora-i járásban. Petrovice II Čestín, Kácov, Zbizuby, Uhlířské Janovice és Sudějov településekkel határos. Lakosainak száma 149 fő (2024. január 1.).

## Népesség
A település lakosságának változását az alábbi diagram mutatja:
| Lakosok száma | 1074 | 1052 | 865  | 477  | 242  | 107  | 109  | 120  | 150  | 149  |
|               | 1869 | 1890 | 1921 | 1950 | 1980 | 2001 | 2017 | 2019 | 2022 | 2024 |